# Croisette (Pas-de-Calais)
Croisette település Franciaországban, Pas-de-Calais megyében. Lakosainak száma 300 fő (2022. január 1.). Croisette Siracourt, Œuf-en-Ternois, Ramecourt, Flers, Guinecourt, Hautecloque, Héricourt és Herlincourt községekkel határos.

## Népesség
A település népességének változása:
| Lakosok száma | 317  | 304  | 296  | 278  | 276  | 266  | 265  | 282  | 300  |
|               | 2013 | 2015 | 2016 | 2017 | 2018 | 2019 | 2020 | 2021 | 2022 |